# Prix littéraires du Gouverneur général 2013
Les finalistes aux Prix littéraires du Gouverneur général pour 2013, un des principaux prix littéraires canadiens, ont été annoncés le 2 octobre 2013. Les lauréats ont été annoncés le 13 novembre 2013.

## Français

### Prix du Gouverneur général: romans et nouvelles de langue française
- Stéphanie Pelletier, Quand les guêpes se taisent
- Sergio Kokis, Culs-de-sac
- Roger Magini, Illitch, mort ou vif
- Marc Séguin, Hollywood
- Gérald Tougas, Le Deuxième Train de la nuit

### Prix du Gouverneur général: poésie de langue française
- René Lapierre, Pour les désespérés seulement
- Mario Brassard, Le Livre clairière
- Marie-Andrée Gill, Béante
- Diane Régimbald, L'insensée rayonne
- Rodney Saint-Éloi, Jacques Roche, je t'écris cette lettre

### Prix du Gouverneur général: théâtre de langue française
- Fanny Britt, Bienveillance
- Michel Marc Bouchard, Christine, la reine-garçon
- Olivier Choinière, Nom de domaine
- Véronique Côté, Tout ce qui tombe
- Érika Tremblay-Roy, Petite vérité inventée

### Prix du Gouverneur général: études et essais de langue française
- Yvon Rivard, Aimer, enseigner
- Alain Deneault, Gouvernance. Le Management totalitaire
- Jean-Jacques Pelletier, La Fabrique de l'extrême. Les Pratiques ordinaires de l'excès
- Dominique Perron, L'Alberta autophage. Identités, mythes et discours du pétrole dans l'Ouest canadien
- Joseph Yvon Thériault, Évangéline : Contes d'Amérique

### Prix du Gouverneur général: littérature jeunesse de langue française - texte
- Geneviève Mativat, À l'ombre de la grande maison
- Camille Bouchard, D'or et de poussière
- Fanny Britt, Jane, le renard et moi
- Emmanuelle Caron, Gladys et Vova
- Lili Chartrand, Le Monde fabuleux de Monsieur Fred

### Prix du Gouverneur général: littérature jeunesse de langue française - illustration
- Isabelle Arsenault, Jane, le renard et moi
- Jacinthe Chevalier, Aujourd'hui, le ciel
- Marianne Dubuc, Au carnaval des animaux
- Stéphane Jorisch, Quand je serai grand
- Rogé, Mingan, mon village

### Prix du Gouverneur général: traduction de l'anglais vers le français
- Sophie Voillot, L'Enfant du jeudi (Alison Pick, Far To Go)
- Rachel Martinez, Les Maux d'Ambroise Bukowski (Susin Nielsen, Word Nerd)
- Daniel Poliquin, Du village à la ville. Comment les migrants changent le monde (Doug Saunders, Arrival City. The Final Migration and Our Next World)
- Hélène Rioux, Le Cousin (John Calabro, The Cousin)
- Lori Saint-Martin et Paul Gagné, Jamais je ne t'oublierai (Miriam Toews, Swing Low: A Life)

## Anglais

### Prix du Gouverneur général: romans et nouvelles de langue anglaise
- Eleanor Catton, The Luminaries
- Kenneth Bonert, The Lion Seeker
- Joseph Boyden, The Orenda
- Colin McAdam, A Beautiful Truth
- Shyam Selvadurai, The Hungry Ghosts

### Prix du Gouverneur général: poésie de langue anglaise
- Katherena Vermette, North End Love Songs
- Austin Clarke, Where The Sun Shines Best
- Adam Dickinson, The Polymers
- Don Domanski, Bite Down Little Whisper
- Russell Thornton, Birds, Metals, Stones & Rain

### Prix du Gouverneur général: théâtre de langue anglaise
- Nicolas Billon, Fault Lines: Three Plays
- Meg Braem, Blood: A Scientific Romance
- Kate Hewlett, The Swearing Jar
- Lawrence Jeffery, Frenchtown
- Joseph Jomo Pierre, Shakespeare's Nigga

### Prix du Gouverneur général: études et essais de langue anglaise
- Sandra Djwa, Journey with No Maps: A Life of P.K. Page
- Carolyn Abraham, The Juggler's Children: A Journey into Family, Legend and the Genes that Bind Us
- Nina Munk, The Idealist: Jeffrey Sachs and the Quest to End Poverty
- Allen Smutylo, The Memory of Water
- Priscila Uppal, Projection

### Prix du Gouverneur général: littérature jeunesse de langue anglaise - texte
- Teresa Toten, The Unlikely Hero of Room 13B
- Beverley Brenna, The White Bicycle
- Shane Peacock, Becoming Holmes: The Boy Sherlock Holmes, His Final Case
- Jean E. Pendziwol, Once Upon a Northern Night
- Valerie Sherrard, Counting Back From Nine

### Prix du Gouverneur général: littérature jeunesse de langue anglaise - illustration
- Matt James, Northwest Passage
- Rachel Berman, Miss Mousie's Blind Date
- Gary Clement, Oy, Feh, So?
- Jon Klassen, The Dark
- Julie Morstad, How To

### Prix du Gouverneur général: traduction du français vers l'anglais
- Donald Winkler, The Major Verbs (Pierre Nepveu, Les verbes majeurs)
- Robert Majzels, For Sure (France Daigle, Pour sûr)
- Rhonda Mullins, And the Birds Rained Down (Jocelyne Saucier, Il pleuvait des oiseaux)
- George Tombs, Canada's Forgotten Slaves: Two Hundred Years of Bondage (Marcel Trudel, Deux siècles d'esclavage au Québec)
- Luise von Flotow, The Stalinist's Wife (France Théoret, La Femme du stalinien)